# Modern Folk Üçlüsü
Modern Folk Üçlüsü (engl.: Modern Folk Trio) ist eine türkische Popmusik-Gruppe. Die Mitglieder sind die Sänger und Gitarristen Doğan Canku, Ahmet Kurtaran und Selami Karaibrahimgil. Letzterer ist der Onkel der erfolgreichen Popsängerin Nil Karaibrahimgil.

## Werdegang
Die Gruppe wurde 1969 gegründet. Ein Höhepunkt war die Teilnahme am Eurovision Song Contest 1981 zusammen mit der Sängerin Ayşegül Aldinç. Mit dem Disco-Titel Dönme Dolap landete die Gruppe auf dem 18. Platz.
Die Gruppe spielt Popmusik mit folkloristischem Einschlag. Bei Liveauftritten wird die Gruppe von weiteren Musikern begleitet.

## Diskografie

### Singles (Auswahl)
- 1970: Deriko
- 1973: Arkadaş Dur Bekle - Kim Ayırdı Sevenleri (mit Nilüfer & Tanju Okan)
- 1978: Dostluğa Davet - Takalar (mit Nükhet Duru)
- 1979: Gezsen Anadolu'yu
- 1981: Dönme Dolap/Miras (mit Ayşegül Aldinç)
- 2007: Düşler Sokağı